# Miltochrista rubricostata
Miltochrista rubricostata är en fjärilsart som beskrevs av Herrich-Schäffer 1855. Miltochrista rubricostata ingår i släktet Miltochrista och familjen björnspinnare. Inga underarter finns listade i Catalogue of Life.